# Columbus Clippers
Columbus Clippers är en professionell basebollklubb i Columbus i Ohio i USA. Klubben spelar i International League, en farmarliga på den högsta nivån (AAA) under Major League Baseball (MLB). Moderklubb är Cleveland Guardians. Klubbens hemmaarena är Huntington Park.

## Historia

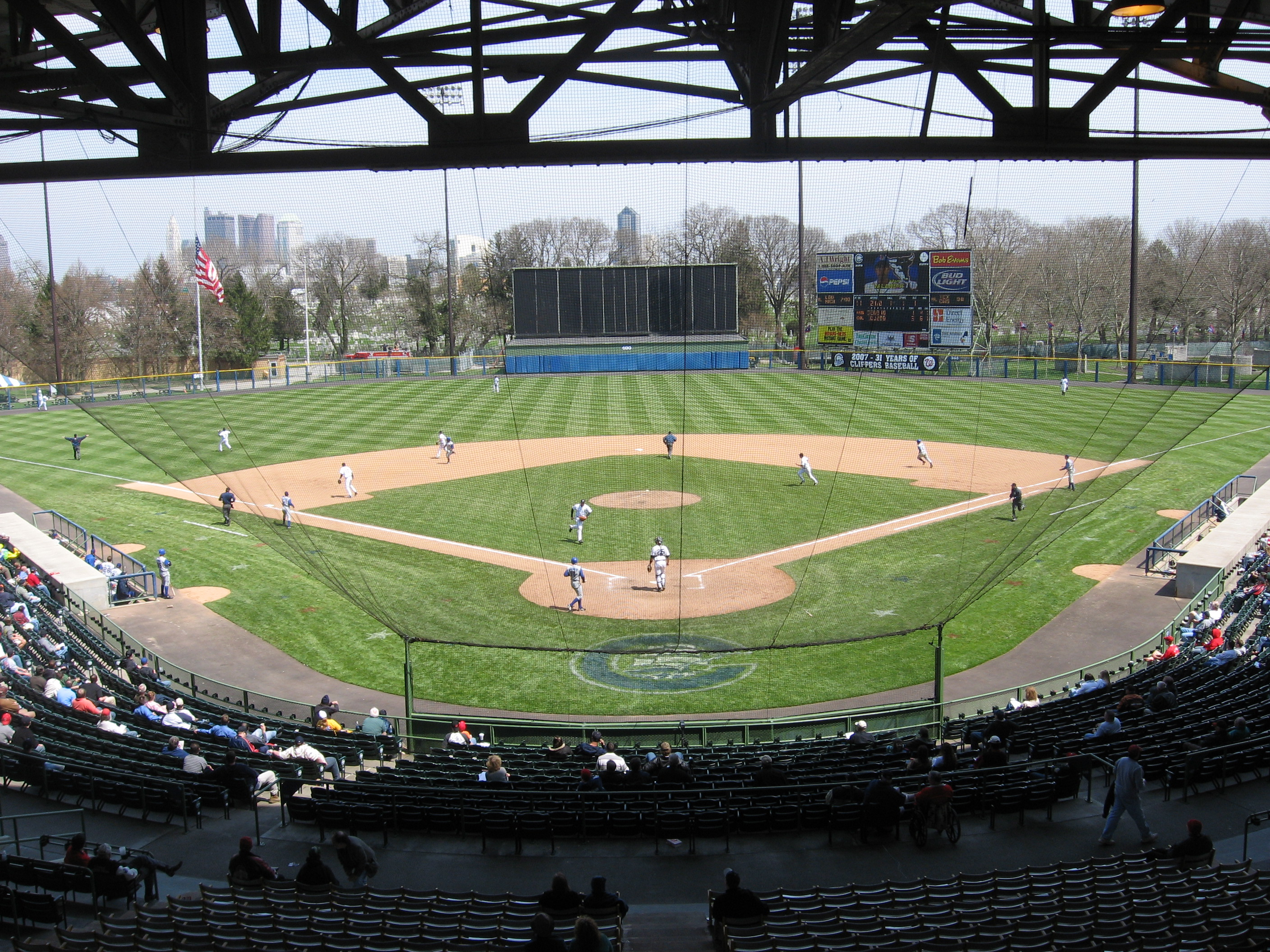
Klubbens första hemmaarena Cooper Stadium.

Klubben grundades 1977 och spelade redan från början i International League. Pittsburgh Pirates var moderklubb och hemmaarena var Franklin County Stadium (senare omdöpt till Cooper Stadium).
Från och med 1979 till och med 2006 var New York Yankees moderklubb och under den tiden skördade Clippers stora framgångar. Man vann ligamästerskapet Governors' Cup redan första säsongen 1979 efter finalseger över Syracuse Chiefs med 4–3 i matcher. Man vann även följande säsong efter 4–1 i matcher i finalen över Toledo Mud Hens och även den därpå följande säsongen, då man besegrade Richmond Braves med 2–1 i matcher. Även de nästföljande fyra säsongerna gick klubben till slutspel, men som bäst blev det finalförlust 1985 mot Tidewater Tides med 1–3 i matcher.
1987 vann Clippers Governors' Cup för fjärde gången efter finalseger över Tidewater Tides med 3–0 i matcher. 1990 förlorade man finalen mot Rochester Red Wings med 2–3 i matcher, men 1991 vann man ligan för femte gången. I finalen besegrades Pawtucket Red Sox med 3–0 i matcher. Därefter förlorade man Triple-A Classic, där mästarna i International League och American Association möttes, mot Denver Zephyrs med 1–4 i matcher. Året efter vann man ligan för sjätte gången efter att ha vunnit över Scranton/Wilkes-Barre Red Barons i finalen med 3–2 i matcher. 1996 vann man så ligan för sjunde gången. Den här gången var det Rochester Red Wings som stod för finalmotståndet men de besegrades med 3–0 i matcher. Det därpå följande året var man återigen i final, men föll mot Rochester Red Wings, som därmed fick revansch för föregående år, med 2–3 i matcher.

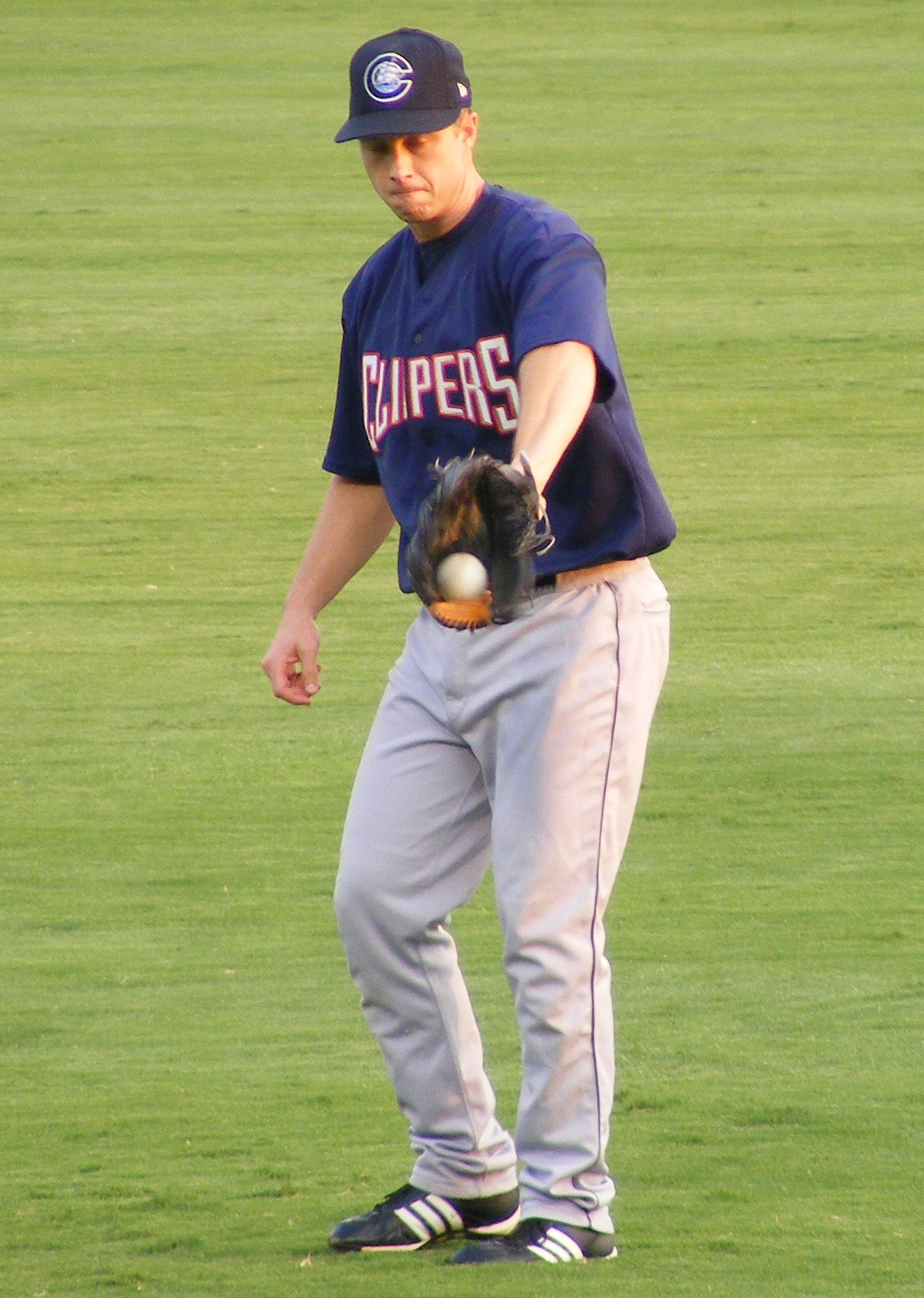
Brent Abernathy i Columbus Clippers dräkt 2007.

Efter 28 år med Yankees bytte Clippers moderklubb inför 2007 års säsong till Washington Nationals. Det samarbetet varade bara två år innan Cleveland Indians tog över 2009. Samma år flyttade Clippers från Cooper Stadium till den nybyggda Huntington Park. Säsongen efter tog klubben sin åttonde Governors' Cup, den första sedan 1996. I finalen besegrades Durham Bulls med 3–1 i matcher. Clippers avancerade därmed till Triple-A Baseball National Championship Game mot mästarna i Pacific Coast League, Tacoma Rainiers. Clippers vann matchen och kunde därmed skryta med att vara bäst i hela AAA. Succén upprepades året efter – efter finalseger i ligan mot Lehigh Valley IronPigs med 3–1 i matcher vann man Triple-A Baseball National Championship Game mot Omaha Storm Chasers.
2015 vann Clippers ligan för tionde gången. I finalen besegrades Indianapolis Indians med 3–2 i matcher. Clippers förlorade dock Triple-A Baseball National Championship Game mot Fresno Grizzlies med 0–7. Året efter vann Clippers sin division, men åkte ut direkt i slutspelet mot Gwinnett Braves.